# Аскелл Леве
А́скелл Ле́ве (ісл. Áskell Löve, 1916—1994) — ісландський (шведський) ботанік, працював в Швеції, Ісландії, Канаді та США.

## Коротка біографія
Аскелл Леве народився на заході Ісландії, в місті Ісафіордюр (ісл. Ísafjörður, сисла (округ) Вестфірдір).
Здобув вищу освіту в Лундському університеті (Швеція) в якому вивчав ботаніку та генетику.
Після закінчення навчання та захисту дисертації повернувся на батьківщину, викладав в Університеті Ісландії.
З 1951 — у Вінніпезі, викладач в Університеті Манітоби.
З 1955 — у Монреалі, викладач Монреальського Університету.
З 1964 — в Боулдері, викладач Університету штату Колорадо.
З 1976 — в Сан-Хосе (Каліфорнія).
Дружина — Доріс Бента Марія Леве, шведський ботанік, біогеограф, фахівець в галузі генетики рослин. Подружжя Льове були співавторами значної кількості ботанічних таксонів (іноді це співавторство записують як «Á.Löve & D.Löve», але іноді зустрічається запис «Á. & D.Löve»).
Дослідження Аскелла Леве були присвячені в першу чергу полярній флорі — насіннєвим, папоротеподібним та мохоподібним рослинам. Він був першим дослідником, що вказав число хромосом для кожного виду, що росте в Ісландії.